# James Craggs le jeune
Pour les articles homonymes, voir Craggs.
James Craggs le Jeune (9 avril 1686 - 16 février 1721), est un homme d'État anglais.

## Biographie
Il est né à Westminster, fils de James Craggs l'Ancien (en). Il passe une partie de son enfance à l’étranger, où il fait la connaissance de George Louis, électeur de Hanovre, devenu le roi George Ier de Grande-Bretagne. En 1713, il devient député de Tregony, en 1717, secrétaire à la guerre et, l'année suivante, secrétaire d'État du département du Sud. Il est impliqué dans le scandale de la Compagnie de la mer du Sud, mais moins profondément que son père, décédé juste après lui. Il meurt le 16 février 1721, à l'âge de 34 ans. Il est un ami d'Alexander Pope (qui a écrit l'épitaphe sur son monument à l'Abbaye de Westminster), Joseph Addison et John Gay. 
James Craggs laisse une fille illégitime, Harriot Craggs, de la célèbre danseuse et actrice Hester Santlow (en). Harriot se marie en 1726 avec Richard Eliot, et a neuf enfants, dont Edward Craggs-Eliot (1er baron Eliot) et se remarie en 1749 avec John Hamilton (officier), dont elle a un fils. 